# コーリー・トゥール
コーリー・トゥール（Corey Toole、2000年3月7日 - ）は、スーパーラグビー・パシフィック、ブランビーズに所属するラグビー選手。

## プロフィール
- オーストラリア・フォーブス出身[1]。
- ポジションはウィング(WTB)、フルバック(FB)。
- 身長 178cm、体重 85kg
- オーストラリアA代表に選ばれたことがある。

## 略歴
2022年、ブランビーズに加入。
2024年、パリ五輪の7人制オーストラリア代表に選ばれた。